# Dreifaltigkeitskirche (Bludenz)

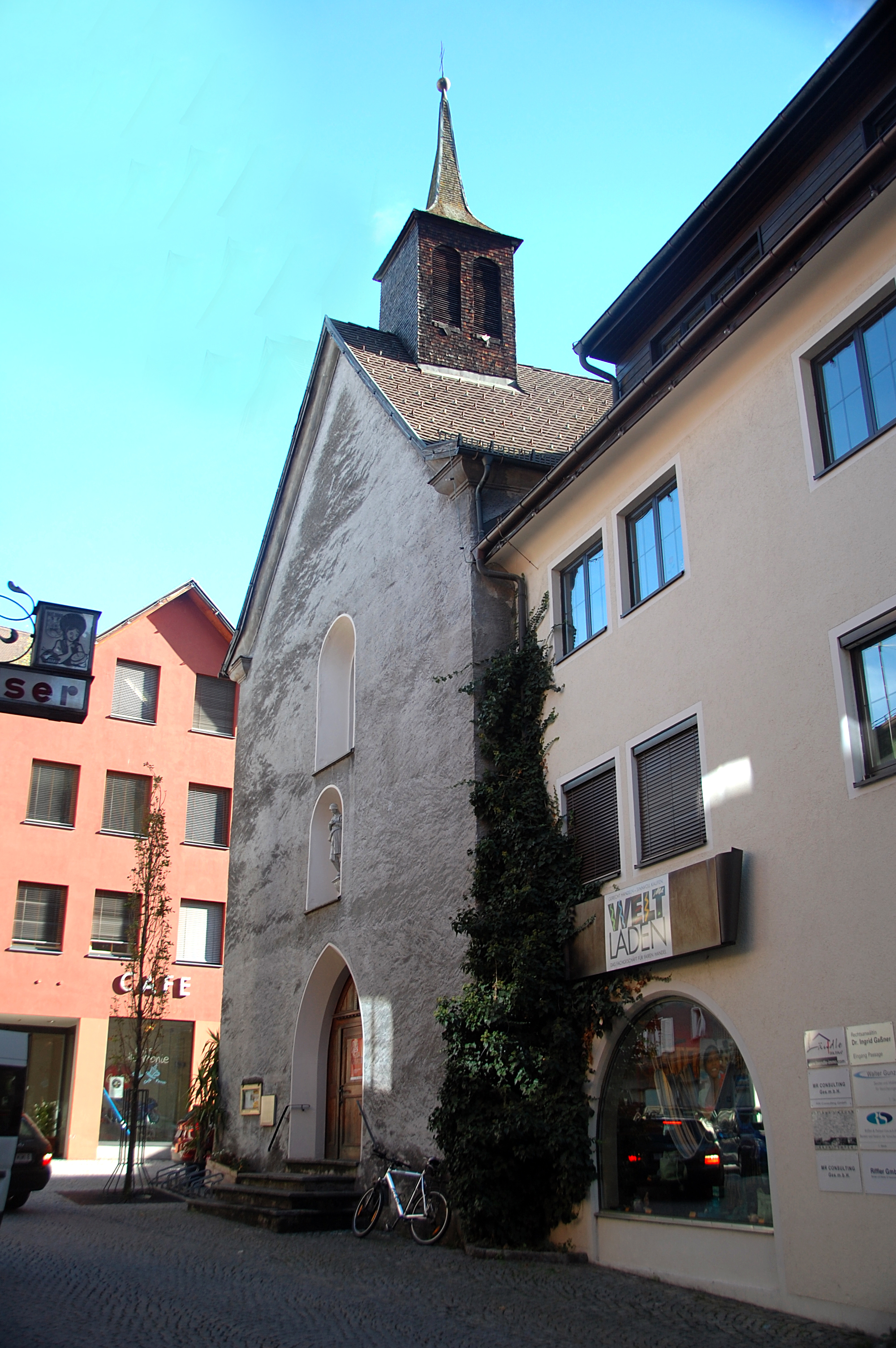
Die Spitalskirche in Bludenz

Die Dreifaltigkeitskirche ist eine römisch-katholische Kirche in der Kirchgasse 4 in Bludenz.
An das ehemalige Spital in der Kirchgasse 2 erinnert die noch bestehende ehemalige Spitalskirche auf Hausnummer 4. Die Errichtung von Spital und Spitalskirche wird um 1300 angenommen. Die Weihe der Spitalskirche am 16. Februar 1472 zu Ehren der Heiligsten Dreifaltigkeit durch den Bischof Burkhard Dubenfluck vom Bistum Chur ist mit Urkunde überliefert.  Die Kirche wurde in den Jahren 1491, 1638 und 1682 Opfer von Stadtbränden. Sie wurde in den Jahren 1682 bis 1686 von Architekt Josef Gort wiederhergestellt, im Jahre 1694 geweiht und ist in dieser Form mit ihrer Ausstattung bis heute erhalten.
Die Heilig-Geist-Kirche diente vornehmlich als Spitals- und Rathauskirche. Das städtische Spital – eine Herberge für gebrechliche Stadtbewohner und unbemittelte Reisende – befand sich unmittelbar neben dem Gotteshaus, das nach dem Stadtbrand von 1682 neu errichtet wurde. Es enthält bemerkenswerte Plastiken des Tiroler Barock-Bildhauers Melchior Lechleitner aus Grins.
Das Votivbild oberhalb des Eingangstores in der Kirche zeigt links unten die älteste Ansicht von Bludenz während der Feuersbrunst 1638. 1)
Seit Anfang des 17. Jahrhunderts ist die Kirche der Sitz der Elogi-Bruderschaft, die ihren Brudertag hier jeweils am 2. Juli hält. Die Spitalkirche erhielt im Jahr 1619 von Papst Klemens XI. das Recht für einen Ablass.  Für das  Rosenkranz-Gebet wurde sie eine Heimstätte. Für den Stadtrat hatte die Kirche die Funktion einer Kapelle, wo sich Ratsmitglieder vor der wöchentlichen Sitzung zum Gebet einfanden. Die Kirche wurde in den Jahren 1932 bis 1938 der italienischsprachigen Bevölkerung zur Nutzung übergeben. Die Nationalsozialisten führten die Kirche im Jahr 1940 einer Nutzung als Magazin zu. Diese bestand auch nach dem Krieg bis 1959 fort. Nach einer Restaurierung unter dem Pfarrer Adolf Ammann wird das Gebäude seit 1960 wieder als Kirche genutzt. Von 2008 bis 2009 wurde sie innen umfassend restauriert und zu Fronleichnam neu eröffnet.
Das geostete Langhaus mit eingezogenem Chor steht mit der Giebelfassade mit Spitzbogenportal im Häuserverband der Gasse. Der kurze Glockenturm mit Spitzhelm ist dem Langhausfirst aufgesetzt. Über dem Portal in einer Rundbogennische befindet sich die Figur Maria von Melchior Lechleitner aus dem Jahre 1685. Die Innenausstattung ist aus dem Jahr 1686, der Hochaltar ist von Johann Purtscher, Figuren von Andreas Dobler, Kruzifixus, Figuren und Chorgestühl von Melchior Lechleitner.